# Våmhus distrikt
Våmhus distrikt är ett distrikt i Mora kommun och Dalarnas län. Distriktet ligger omkring Våmhus i norra Dalarna.

## Tidigare administrativ tillhörighet
Distriktet inrättades 2016 och utgörs av Våmhus socken i Mora kommun.
Området motsvarar den omfattning Våmhus församling hade vid årsskiftet 1999/2000.

## Tätorter och småorter
I Våmhus  distrikt finns en tätort och tre småorter.

### Tätorter
- Våmhus

### Småorter
- Björkvassla
- Bäck
- Heden och Lillby